# Vitbukig elminia
Vitbukig elminia (Elminia albiventris) är en bergslevande afrikansk fågel i familjen feflugsnappare inom ordningen tättingar.

## Utseende och läten
Vitbukig elminia är en liten (11 cm) och slank flugsnapparliknande fågel med kort tofs och lång, avsmalnad stjärt. Fjäderdräkten är likt nära släktingen mörk elminia sotgrå med mörkare huvud och helmörk stjärt, men är till skillnad från denna vit på buken. Vidare sträcker sig det sotsvarta på hjässan även ner på ansiktet och strupen, vilket ger den mer ett svarthuvat utseende. Honan är något mattare i färgerna än hanen, medan ungfågeln är brunare på vingarna. Sången är långsam och flöjtande och kontaktlätena raspiga.

## Utbredning och systematik
Vitbukig elminia delas in i två distinkta underarter med följande utbredning:
- Elminia albiventris albiventris – sydöstra Nigeria och södra Kamerun; utanför häckningstid förekommer den också på ön Bioko.
- Elminia albiventris toroensis – östra Demokratiska republiken Kongo, Rwanda och sydvästra Uganda

Tillfälligt har den påträffats i Sydsudan.

### Familjetillhörighet
Elminiorna fördes tidigare till familjen monarker, men DNA-studier visar att de tillhör en liten grupp tättingar som troligen är avlägset släkt med bland annat mesar. Dessa har nyligen urskiljts till den egna familjen Stenostiridae.

## Levnadssätt
Vitbukig elminia förekommer i undervegetation i bergsskogar på mellan 900 och 2500 meters höjd. Födan är dåligt känd, men tros bestå av små ryggradslösa djur som flugor, små skalbaggar, bin och getingar.

## Status och hot
Arten har ett stort utbredningsområde, men tros minska i antal, dock inte tillräckligt kraftigt för att den ska betraktas som hotad. Internationella naturvårdsunionen IUCN listar arten som livskraftig (LC). Världspopulationen har inte uppskattats men den beskrivs som frekvent förekommande till mycket vanlig.

## Namn
Det vetenskapliga tillika svenska släktesnamnet kommer av St Georges d’Elmina, en hamn i Nederländska Guldkusten, idag Ghana.